# Grillskärsfjärden
Grillskärsfjärden är en fjärd i Åland (Finland). Den ligger i den sydöstra delen av landskapet, 29 km sydost om huvudstaden Mariehamn.